# Chiesa di San Leonardo (Sover)
La chiesa di San Leonardo è la parrocchiale di Montesover frazione del comune di Sover in val di Cembra, Trentino. Rientra nella zona pastorale di Mezzolombardo dell'arcidiocesi di Trento e risale al XVIII secolo.

## Storia

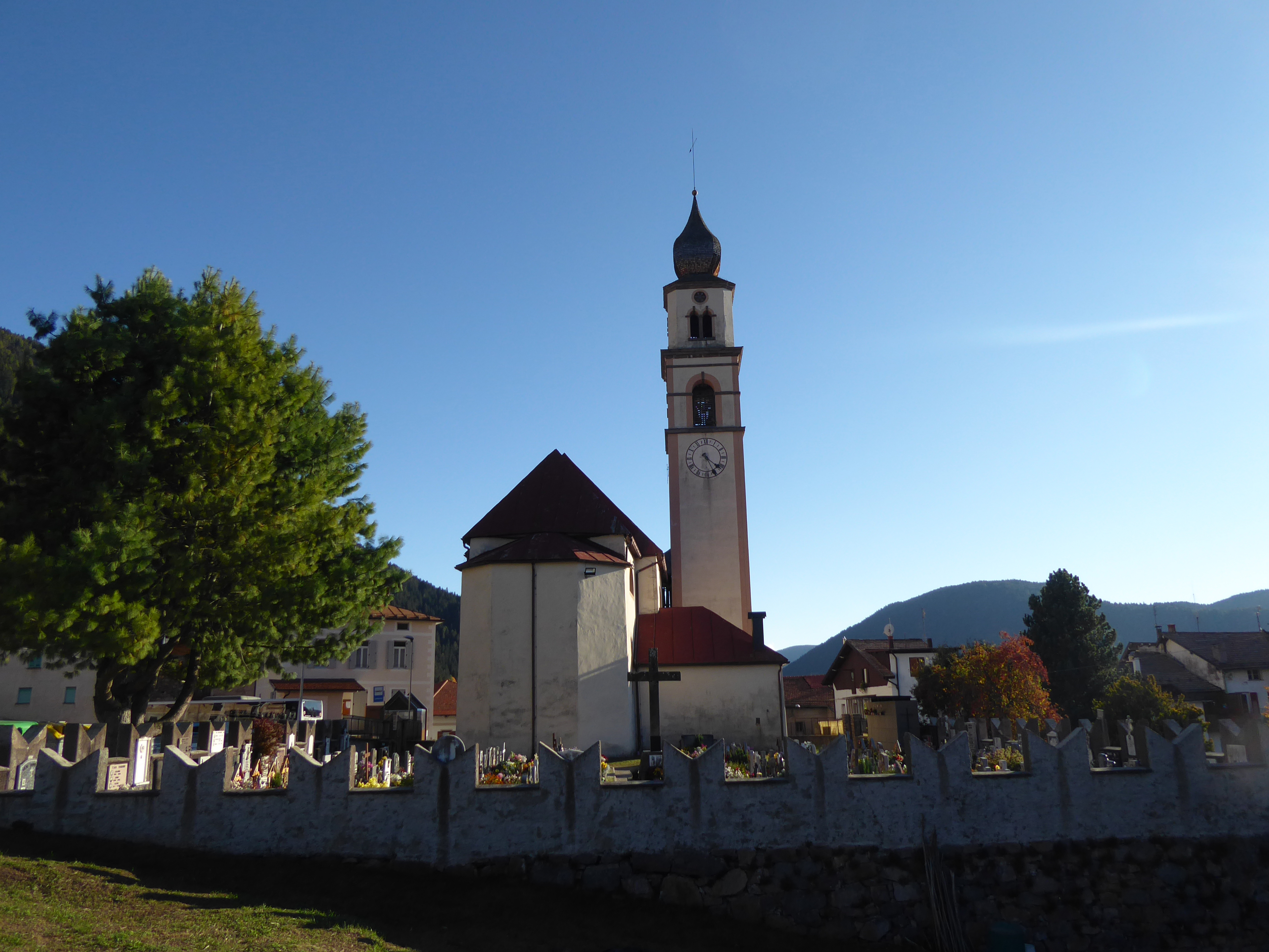
Abside della chiesa e cimitero della comunità di Montesover.

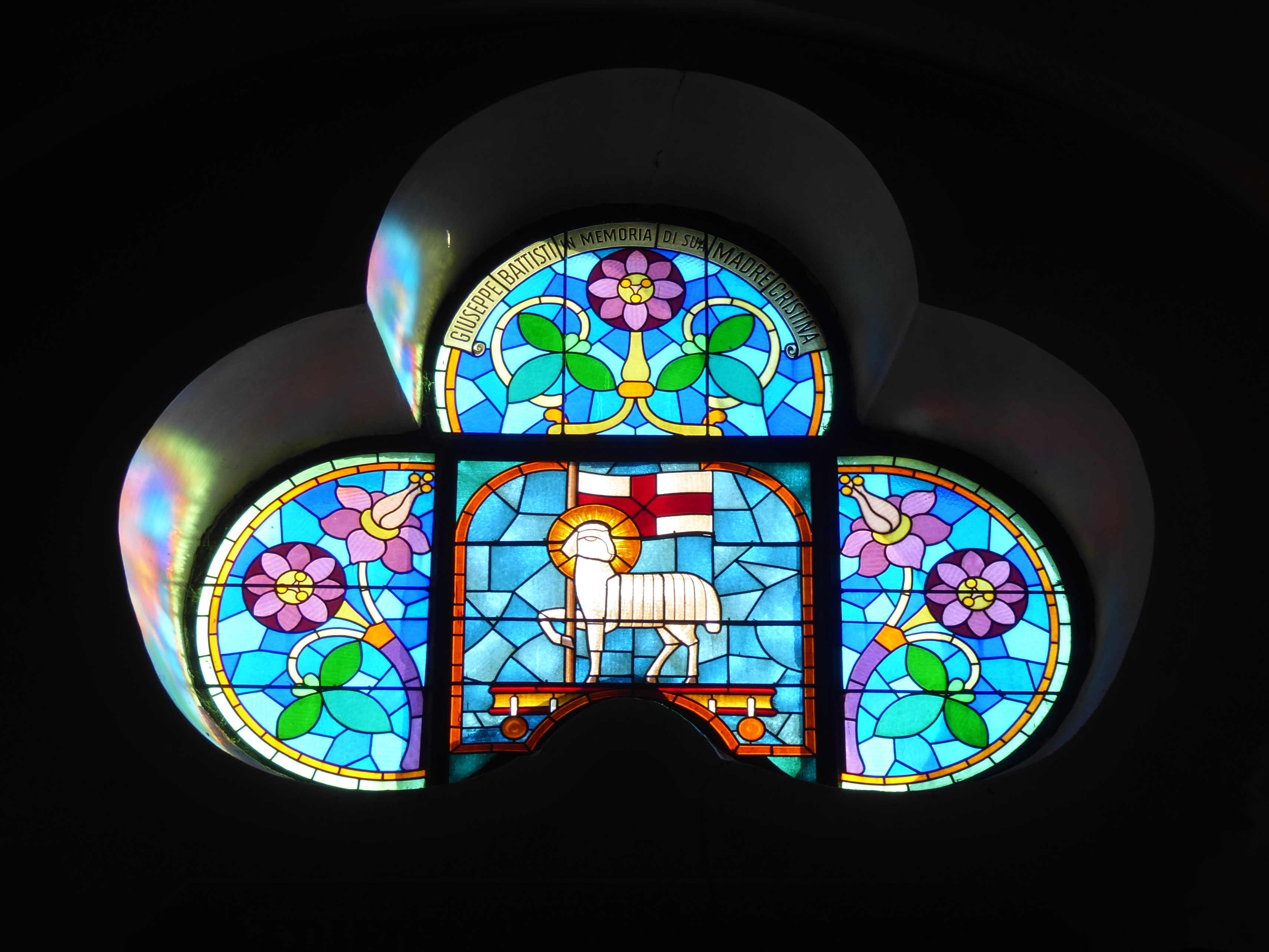
Rosone trilobato con vetrata policroma raffigurante lAgnus Dei

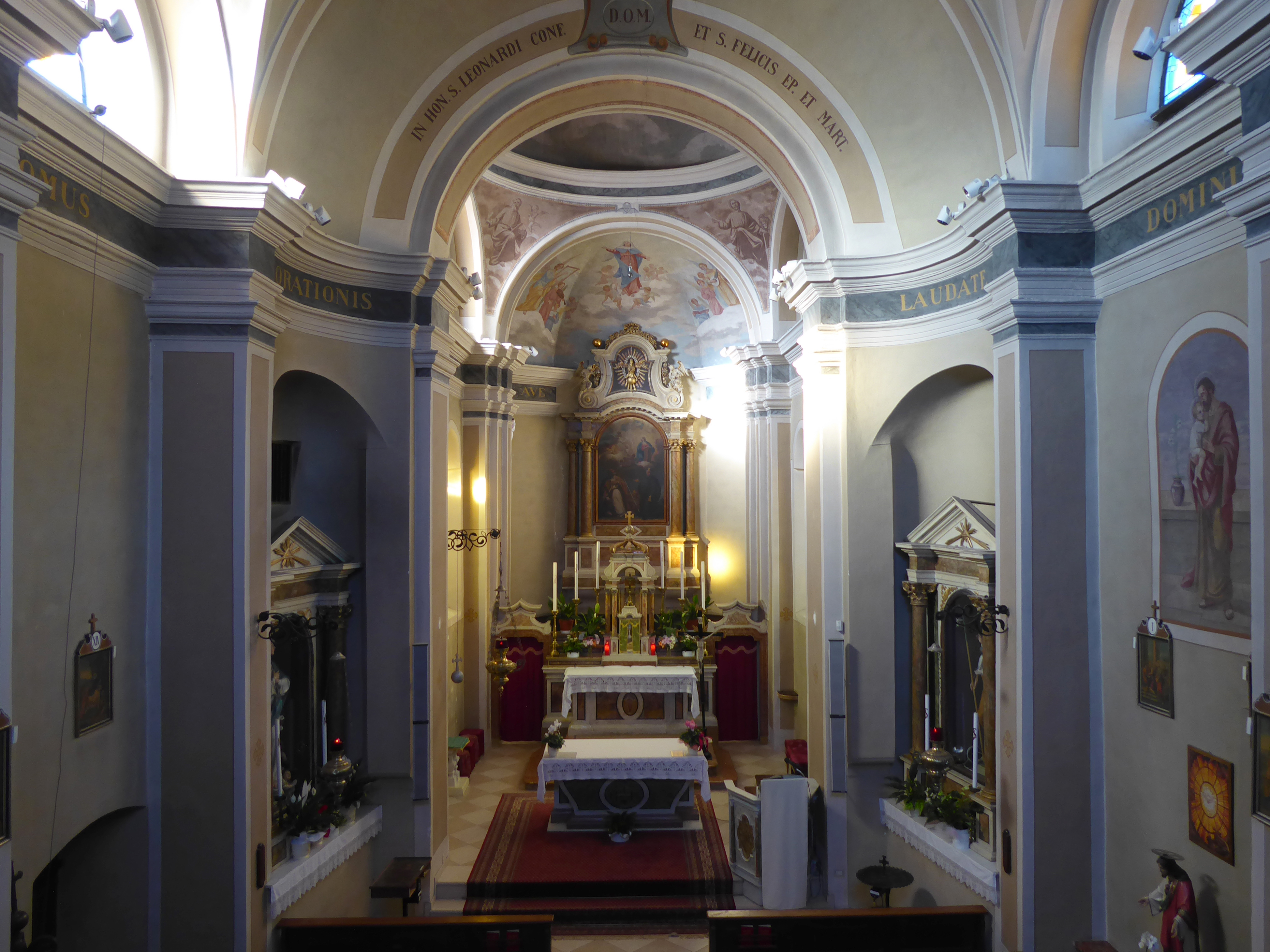
Interno.

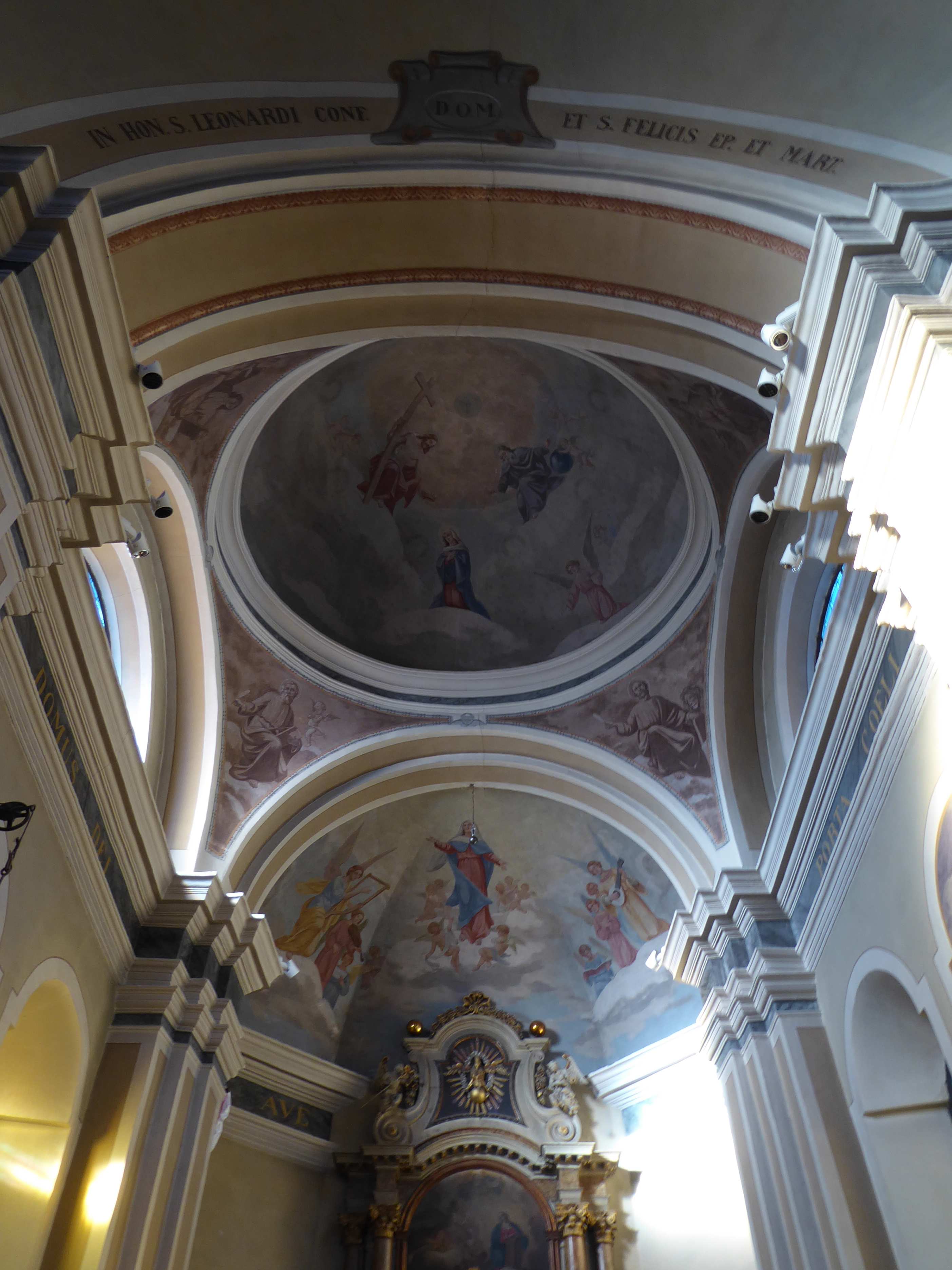
Catino absidale e cupola presbiteriale affrescati.

Il principe vescovo di Trento Giovanni Michele Spaur nel 1719 concedeva a Montesover, piccola comunità nel comune di Sover, di innalzare una cappella. Questa venne costruita e fu benedetta nel 1767. In seguito le venne concessa la custodia eucaristica, rimanendo legata all'allora curazia della    
chiesa di San Lorenzo sino al 1813.
Con la maggiore indipendenza accanto alla chiesa venne costruito il cimitero della comunità e subito dopo iniziarono lavori di ampliamento e ristrutturazione. Durante tali lavori sembra sia stato commesso l'errore di costruire un edificio leggermente più stretto del previsto ma si giunse comunque al suo completamento ed alla benedizione, nel 1823.
La precedente ed originaria piccola cappella venne parzialmente demolita, diventando casa canonica. Attorno alla metà del XIX secolo venne costruita la nuova torre campanaria in muratura utilizzando anche porfido e sostituendo così la precedente struttura in legno. La consacrazione ebbe luogo nel 1878, alla presenza di Giovanni Maria Haller, vescovo ausiliare.
Dopo il primo conflitto mondiale tutta la chiesa e la torre campanaria vennero restaurate. Attorno al 1936 Metodio Ottolini ne decorò gli interni. Nel secondo dopoguerra vennero eseguiti altri lavori, come l'installazione di un impianto per il riscaldamento e nel 1959 il tempio venne elevato a dignità di chiesa parrocchiale.
Nel 1967 venne realizzato l'adeguamento liturgico. Come nuova mensa postconciliare fu utilizzato un altare del XIX secolo di provenienza ignota e nel presbiterio, in posizione avanzata sulla destra, fu ricavato l'ambone dall'antico pulpito demolito. L'altare maggiore storico fu mantenuto e la custodia eucaristica rimase nel tabernacolo originale. La sede fu addossata alla parete sullo stesso lato dell'ambone.

## Descrizione

### Esterni
La chiesa si trova al centro dell'abitato di Montesover e accanto al cimitero della comunità. Mostra orientamento verso nord. La facciata a capanna con due spioventi è molto semplice con portale di accesso in cornice architravata con piccola tettoia ricoperta con scandole in legno e sormontata, in asse, dal grande rosone trilobato che porta luce alla sala e da un piccolo oculo. La torre campanaria, tra le più altre della vallata e dotata di un notevole concerto di campane, si alza vicinissima ma separata sulla sinistra della facciata. La cella si apre con quattro finestre a monofora, è sormontata da un tamburo con finestre a bifora e si conclude con la tipica copertura a cipolla.

### Interni
La navata interna è unica e divisa in due campate. In controfacciata è posta la cantoria e anteriormente all'arco santo sono poste due grandi nicchie con altari laterali. Il presbiterio è leggermente rialzato. La sala è decorata dagli affreschi di Metodio Ottolini e nella canonica è conservata la Bandiera del capitano, utilizzata da Domenico Santuari nella sua resistenza alle truppe francesi di invasione e che valsero al Santuari la medaglia d'oro concessa dall'imperatore d'Austria, conservata col vessillo.